# Deh-e Sameh
Deh-e Sameh (persiska: Rūd Sameh, رود سمه, ده سمه) är en ort i Iran.   Den ligger i provinsen Kohgiluyeh och Buyer Ahmad, i den centrala delen av landet, 500 km söder om huvudstaden Teheran. Deh-e Sameh ligger 1 255 meter över havet och antalet invånare är 191.
Terrängen runt Deh-e Sameh är kuperad åt sydost, men åt nordväst är den bergig. Deh-e Sameh ligger nere i en dal.Runt Deh-e Sameh är det ganska glesbefolkat, med 47 invånare per kvadratkilometer. Närmaste större samhälle är Dīshmūk, 12,2 km öster om Deh-e Sameh. Omgivningarna runt Deh-e Sameh är i huvudsak ett öppet busklandskap.